# Henri d’Harcourt

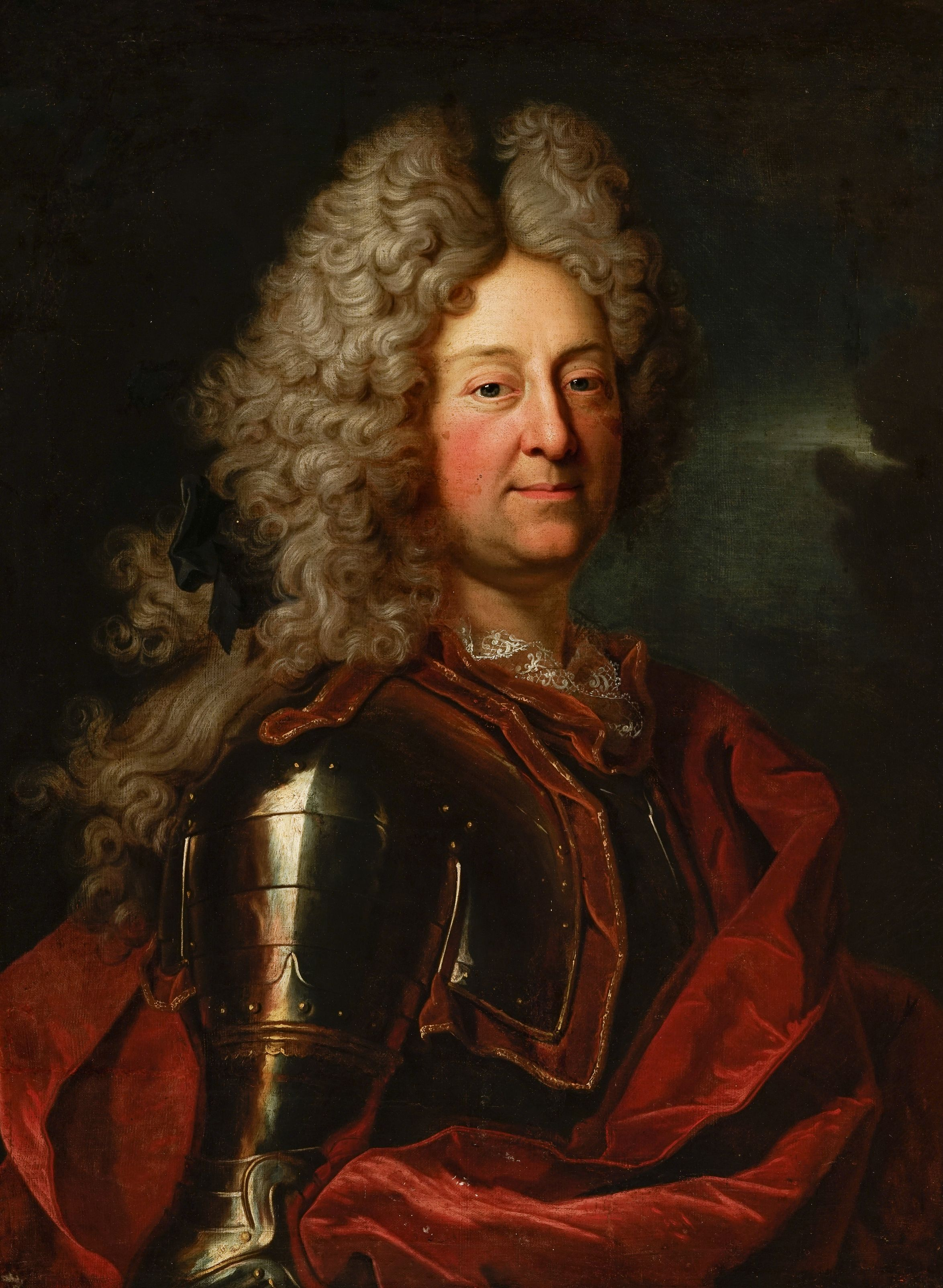

Henri d’Harcourt, Marquis de Beuvron et de Thary-Harcourt (seit 1700 duc) (* 2. April 1654; † 19. Oktober 1718) war Marschall von Frankreich, Pair von Frankreich und bevollmächtigter Gesandter in Spanien.

## Familie
Er entstammte dem Haus Harcourt und war Sohn des Francois Marquis de Beuvron et de Thary-Harcourt. 1687 heiratete er Anne Claude Brulart de Genlis. Mit ihr hatte er insgesamt elf Kinder. Sein Sohn Francois († 1750) war Pair und Marschall von Frankreich, Henri Claude († 1769) war Lieutenant-général, Anne Pierre († 1784) war Marschall von Frankreich und Gouverneur der Normandie.

## Leben
Im Alter von achtzehn Jahren trat er 1672 als Fähnrich in das Regiment seines Onkels, des Marquis Louis de Thury, ein. Er diente als Aide-de-camp unter Bernardin Gigault, Marquis de Bellefonds. Er war 1674 Adjutant von Turenne und nahm während des Holländischen Krieges an der Schlacht bei Sinsheim und der Schlacht bei Türkheim (1675) teil. Im selben Jahr wurde er zum Colonel eines Infanterieregiments ernannt. Er nahm unter anderem an der Belagerung von Cambrai (1677) und der Eroberung von Freiburg im Breisgau (1677) teil. Ab 1683 war er Brigadier des armées du roi  und ab 1688 Maréchal de camp. Als solcher nahm er im selben Jahr während des Pfälzischen Erbfolgekrieges an der Einnahme von Philippsburg teil und trug maßgebend zum Fall der Festung bei. Im Jahr 1690 wurde er Oberkommandierender in Luxemburg. Er verteidigte die Festungsstadt erfolgreich gegen alliierte Angreifer. Im Jahr 1693 wurde er zum Lieutenant général und Gouverneur vor Tournai ernannt. In der Schlacht bei Neerwinden befehligte er 1693 ein Corps und trug nach einem Gewaltmarsch mit seinen Truppen entscheidend zum französischen Sieg bei. Im Jahr 1695 und 1696 befehligte er die Moselarmee. 1696 wurde er Befehlshaber einer französischen Armee, die dazu bestimmt war, Jakob II. wieder auf den englischen Thron zu bringen. Allerdings wurde dieses Unternehmen nicht durchgeführt.
Harcourt wurde 1697 Bevollmächtigter Gesandter beim spanischen König Karl II. Er trug dazu bei, dass der König Philipp von Anjou und nicht Erzherzog Karl zum Erben wählte. Welche Rolle er bei Intrigen hinter den Kulissen genau gespielt hat, ist nicht bekannt. Ludwig XIV. dankte ihm 1700 diesen Dienst durch die Erhebung in den Herzogstand. Harcourt war auch bei Philipp bis 1701 französischer Gesandter. Eine Krankheit zwang ihn zur Rückkehr nach Frankreich.

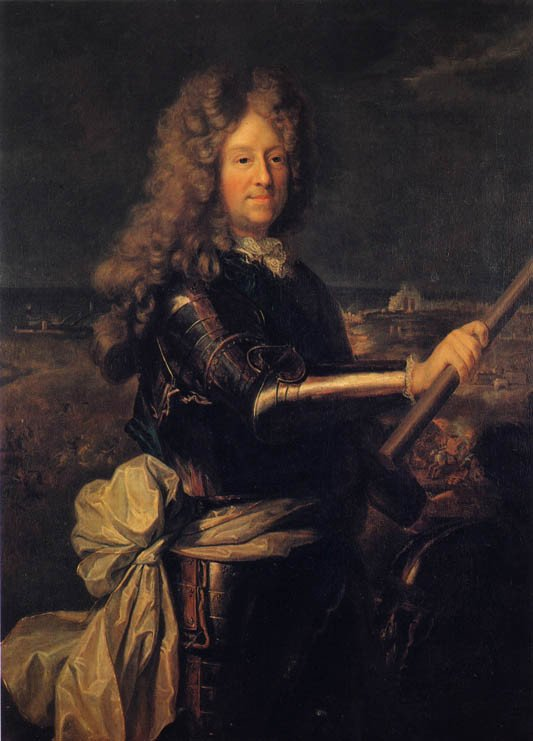

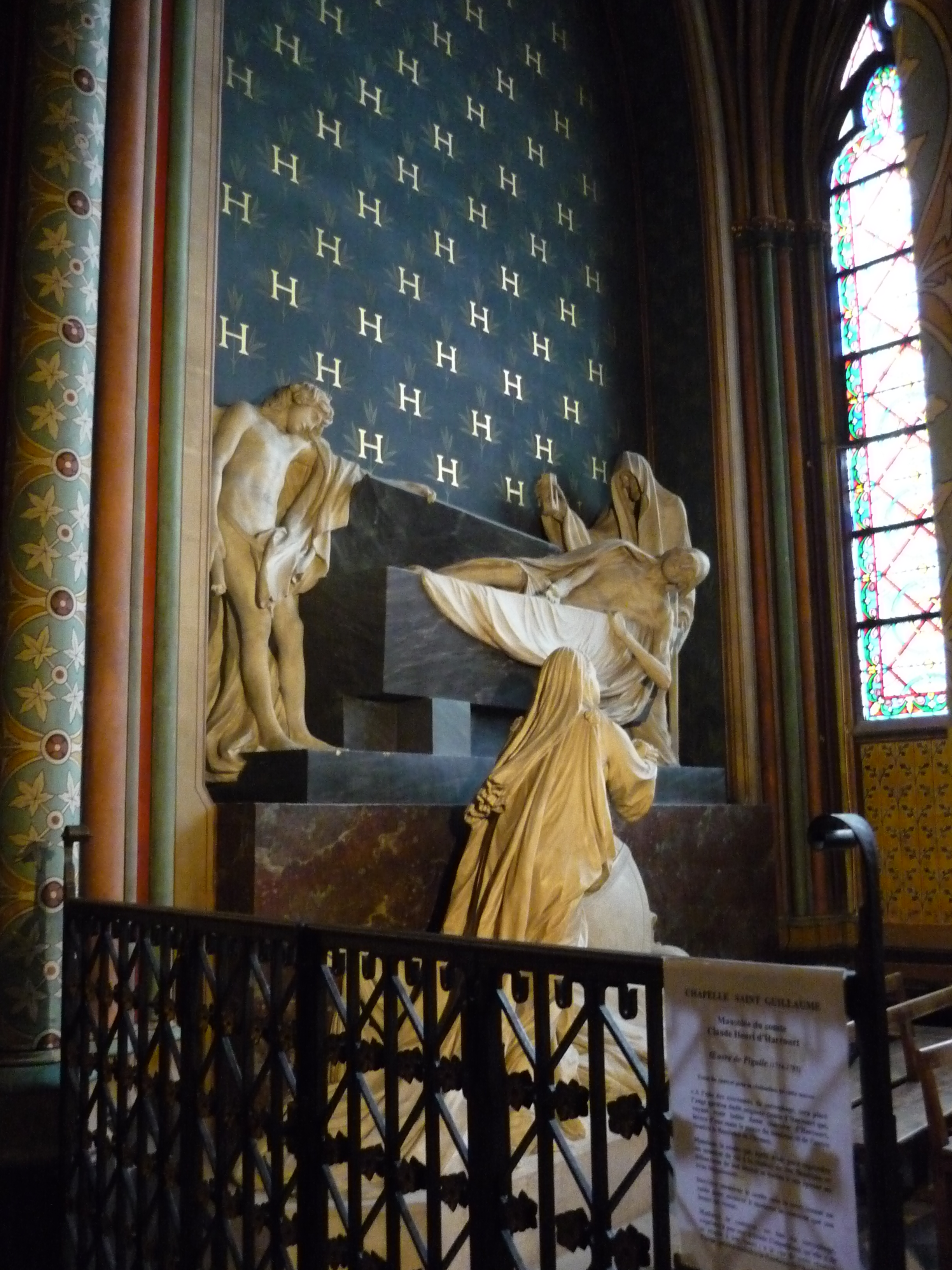
Grabmal in Notre-Dame de Paris

Vergeblich hat er nach seiner Rückkehr nach Frankreich mit Hilfe der Françoise d’Aubigné, marquise de Maintenon versucht, ins Kabinett zu kommen. Im Jahr 1703 wurde er zum Marschall von Frankreich ernannt. In den Jahren 1709, 1711 und 1712 befehligte er während des spanischen Erbfolgekrieges die Rheinarmee. 1711 setzte er über den Rhein, musste aber bald in das französische Elsass zurückkehren. Weitere Vorstöße verhinderte die Armee des Eugen von Savoyen. Im Jahr 1712 gelang es Harcourt, den Angriff einer Reichsarmee unter Eberhard Ludwig von Württemberg zurückzuschlagen. Er musste den Posten wegen eines Schlaganfalls aufgeben.
Danach lebte er am Hof in Versailles und soll eine jährliche Pension von 60.000 Livres auf Lebenszeit erhalten haben. Er wurde von Philipp von Spanien in den Orden vom Goldenen Vlies  aufgenommen und wurde Ritter aller französischen Ritterorden. Harcourt wurde 1709 oder 1710 Pair von Frankreich. Er war zuletzt 1715/1716 Mitglied des Regentschaftsrates für den jungen Ludwig XV. Durch weitere Schlaganfälle verlor er seine Sprachfähigkeit und zog sich gänzlich zurück.
Sein Grabmal wurde von Jean Baptist Pigalle geschaffen und befindet sich in einer Seitenkapelle von Notre-Dame de Paris. Es versinnbildlicht die eheliche Treue.